# Максимишин, Андрей Николаевич

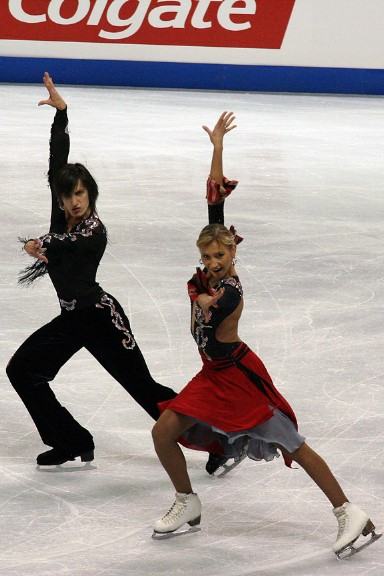

Андре́й Никола́евич Максими́шин (род. 20 декабря 1984 года в Москве) — российский фигурист выступавший в танцах на льду. За свою карьеру сменил довольно много партнёрш. В разное время выступал с Яной Хохловой, Ольгой Орловой, Анастасией Платоновой и Натальей Михайловой.

## Карьера
Дольше всего, четыре сезона, Андрей выступал в паре с Анастасией Платоновой. С ней они стали вторыми на зимней Универсиаде 2007 года. По окончании сезона 2006-2007 дуэт распался. Андрей встал в пару с Натальей Михайловой, а Анастасия — в пару с Александром Грачевым.
Новая пара просуществовала один сезон, стала второй на турнире «Золотой конёк Загреба», четвёртой на чемпионате России 2008 года и распалась. Наталья вернулась к прежнему партнёру — Аркадию Сергееву, а Андрей не найдя новой партнёрши завершил карьеру.
Сейчас он помогает в тренерской работе Алексею Горшкову, тренирует совсем юных фигуристов.

## Спортивные достижения
(С Михайловой)
| Соревнования                    | 2007—2008 |
| ------------------------------- | --------- |
| Чемпионаты России               | 4         |
| Турниры «Золотой конёк Загреба» | 2         |

(с Платоновой)
| Соревнования                       | 2003—2004 | 2004—2005 | 2005—2006 | 2006—2007 |
| ---------------------------------- | --------- | --------- | --------- | --------- |
| Чемпионаты мира среди юниоров      |           | 6         | 5         |           |
| Чемпионаты России                  |           |           |           | 4         |
| Этапы Гран-при:Cup of Russia       |           |           |           | 9         |
| Этапы Гран-При:Skate Canada        |           |           |           | 5         |
| Зимние Универсиады                 |           |           |           | 2         |
| Мемориал Карла Шефера              |           |           |           | 2         |
| Финалы юниорского Гран-При         |           | 6         | 6         |           |
| Этап юниорского Гран-При, Япония   |           |           | 1         |           |
| Этап юниорского Гран-При, Болгария | 3         |           | 3         |           |
| Этап юниорского Гран-При, Румыния  |           | 1         |           |           |
| Этап юниорского Гран-При, Украина  |           | 1         |           |           |
| Этап юниорского Гран-При, Словения | 7         |           |           |           |

(с Орловой)
| Соревнования                   | 2001—2002 |
| ------------------------------ | --------- |
| Чемпионат России среди юниоров | 7         |

(с Хохловой)
| Соревнования                   | 2000—2001 |
| ------------------------------ | --------- |
| Чемпионат России среди юниоров | 9         |